# Alejandro Faurlín
Alejandro Damián Faurlín (Rosario, 9 augustus 1986) is een Argentijns  voetballer die bij voorkeur op het middenveld speelt. Hij staat sinds augustus 2016 onder contract bij Getafe CF.

## Clubcarrière
Faurlíns voetbalcarrière begon bij Rosario Central. Hij maakte zijn officiële debuut als prof in een wedstrijd tegen Quilmes. In 2007 maakte hij de overstap naar Atlético de Rafaela. Voor die club kwam hij veertig keer in actie. In 2008 transfereerde Faurlín naar een andere club uit de Tweede Argentijnse Divisie Instituto. Na één seizoen maakte hij de overstap naar Queens Park Rangers. Faurlin maakte deel uit van het team dat in 2011 beslag legde op de titel van de Championship.
In januari 2013 werd Faurlin door QPR uitgeleend aan US Palermo tot aan het einde van het seizoen. Na zijn terugkomst in Londen nam hij zijn oude plek in de selectie van het eerste weer in. Op zondag 10 mei 2015 degradeerde hij met Queens Park Rangers uit de Premier League. Manchester City versloeg de hekkensluiter op die dag met 6-0, waardoor degradatie een feit was. In de zomer van 2016 verliet hij de club nadat zijn contract niet was verlengd. In augustus van dat jaar tekende Faurlín een contract bij het Spaanse Getafe CF.

## Blessureleed
In een van de eerste officiële wedstrijden van het seizoen 2011/12 tegen Milton Keynes Dons in de FA Cup scheurde Faurlin zijn kruisband in zijn rechterknie af. Deze blessure hield hem voor de rest van het seizoen aan de kant. Na ruim een jaar keerde Faurlín in de basiself terug in een wedstrijd tegen Manchester City. In november 2013 scheurde hij vervolgens weer een kruisband, nu in zijn linkerknie. Faurlín moest weer de lappenmand in. In augustus 2014 was het voor de derde keer raak. Tijdens een wedstrijd om de League Cup met Queens Park Rangers kwam Faurlín verkeerd terecht. Hij bleek voor de derde keer een kruisband te hebben afgescheurd, voor de tweede keer in zijn linkerknie.

## Erelijst
Queens Park Rangers
- Football League Championship

2011